# Phimophis guerini
Espèce
Synonymes
- Rhinosimus guerini
Duméril, Bibron & Duméril, 1854
- Rhinostoma scytaloides Werner, 1913
- Rhinosimus amarali Mello, 1926

Phimophis guerini  est une espèce de serpents de la famille des Dipsadidae.

## Répartition
Cette espèce se rencontre :
- au Brésil dans le sud du Piauí, dans l'Amazonas, dans le Mato Grosso, dans le Bahia et dans le Goiás ;
- en Argentine dans les provinces de Misiones, de Corrientes, d'Entre Ríos, de Santa Fe, du Chaco, de Tucumán et de Córdoba.

## Étymologie
Cette espèce est nommée en l'honneur de Félix Édouard Guérin-Méneville (1799–1874).

## Publication originale
- Duméril, Bibron & Duméril, 1854 : Erpétologie générale ou histoire naturelle complète des reptiles. Tome septième. Deuxième partie, p. 781-1536 (texte intégral).